# Zoológico de Basileia
O Zoológico de Basileia é um jardim zoológico localizado na cidade de Basileia, sendo o mais antigo da Suíça (1874) e o maior em número de animais. Com mais de 1.7 milhões de visitantes por ano, ele é a atração turística mais visitada na Suiça com entrada franca.
O Zoológico de Basileia foi classificado como o décimo quinto melhor zoológico do mundo pela Forbes Travel em 2008, e em 2009 como décimo sétimo melhor na Europa por Anthony Sheridan do Zoological Society of London.